# 神州不滅
神州不滅（しんしゅうふめつ）は、「神州（神国）は不滅である」との意味で、日本では水戸学の尊王論などに見られ、特に昭和から太平洋戦争終結までは軍部によるスローガンとしても使用された。

## 沿革

### 江戸時代
江戸時代末期、藤田東湖は「神州誰君臨、万古仰天皇」と述べ、「支那」は革命を主体とする国家で王朝交代があるので「正気観念」にも変動があるが、日本は万世一系の皇室を頂いて永遠に変わらないので「正気観念」にも変動が無く、そこに日本民族の特徴があるとした。藤田東湖は「正気」とは一般的には道義、特殊的には忠義であるし、更に「正気」の粋を集めた「神国日本」のその皇風が世界に広がり、皇室の御聖徳は太陽にも等しい、とした。藤田東湖の「正気歌」は吉田松陰や、明治の広瀬武夫にも影響を与えた。平田篤胤の思想と、この水戸学の勤皇思想が混ざり、幕末に「神州不滅」の思想が巻き起こった。

### 明治以降
大日本帝国憲法では、日本は万世一系の天皇が統治し、天皇は神聖と明記された。
昭和および太平洋戦争終結時迄は、軍部によって「神国日本」「神州不滅」など、民族主義、精神主義、宗教などの傾向を持つスローガンが広く使用された。また「神州不滅」の理由として、日本は神国であるから国家の危機の場合には元寇と同様に神風が吹く、とも説明され、神風特別攻撃隊も組織された。
戦局が絶望的となった1944年以降は、「国体護持」が政府や軍部の最重要課題とされた。1945年8月15日の玉音放送で使用された「大東亜戦争終結ノ詔書」には「神州ノ不滅ヲ信シ」（神州の不滅を信じ）と記載された。また阿南惟幾は遺書で「神州不滅ヲ確信シツツ」（神州不滅を確信しつつ）と記載した。
1945年の日本国憲法では、天皇は「国民の象徴」とされ、万世一系や神聖などの記載は無くなった。

## 批評
- 特攻搭乗員の吉田節恒は日記で、ドイツ降伏、イタリア脱落後に日本が孤軍奮闘で全世界と戦っている状況を「本当にこれで日本不敗、神州不滅と言えるのだろうか」と記した[3]
- 佐藤友之は著書で、「神州ノ不滅」はそのまま天皇神話と結びついており、天皇制は臣民の犠牲の上に維持され、国家権力の駆使によって無理やり幻想のなかへ引き込まれた臣民は多大な犠牲を強いられた、と記した[4]。
- 萩野貞樹は著書で、多田南嶺が日本書紀を引用して日本の神道学者に対して「我大日本のみ神国といふものにあらず」（我が大日本のみが神国というものではない）と批判した事を紹介し、「日本の右翼は日本だけが神州と言い、左翼は日本は神州でないというが、各民族に神話があり、それぞれ神国である」と記した[5]。